# Heather O'Rourke
Heather Michele O'Rourke (San Diego, 27 dicembre 1975 – San Diego, 1º febbraio 1988) è stata un'attrice statunitense, nota nella sua breve vita come attrice bambina soprattutto per aver interpretato Carol Anne Freeling, la protagonista della trilogia horror di Poltergeist negli anni ottanta.

## Biografia
Heather fu scoperta nell'estate del 1980 da Steven Spielberg mentre pranzava negli studi della Metro-Goldwyn-Mayer insieme a sua madre e alla sorella maggiore Tammy O'Rourke, che in quel momento stava lavorando come ballerina nel film Spiccioli dal cielo (1981). Spielberg, che in quel periodo stava preparando il film E.T., cercava una bambina a cui affidare il ruolo di Carol-Anne Freeling nella sua successiva produzione Poltergeist - Demoniache presenze. All'inizio pensò che Heather fosse troppo piccola per il ruolo, ma dopo un colloquio e un "test-urlo" la scritturò.
Poltergeist uscì nel giugno 1982. Il successo la portò immediatamente a lavorare in televisione e nel 1982-1983 fece parte del cast della sitcom Happy Days nel ruolo della figlia della ragazza di Fonzie. Tra un'apparizione televisiva e l'altra, fu realizzato Poltergeist II che uscì nel 1986.
All'inizio del 1987, Heather si ammalò di quella che alla fine venne diagnosticata erroneamente come la malattia di Crohn: conseguentemente fu sottoposta a cure mediche durante la lavorazione di Poltergeist III - Ci risiamo che si tennero a Chicago. Le riprese principali durarono da aprile a giugno 1987: Heather riuscì a terminare la sua parte. Dopo una vacanza con la famiglia fece ritorno a casa. In realtà soffriva già di giardiasi, che restò silente fino alla mattina del 1º febbraio 1988, quando Heather si sentì male e fu trasportata d'urgenza al Children's Hospital and Health Center, dove fu accertato che aveva sviluppato un'occlusione intestinale acuta. Nonostante un'operazione d'urgenza, la piccola Heather morì per le complicazioni causate principalmente dallo shock settico risultante dall'occlusione e dalla conseguente sepsi. Aveva 12 anni.
La MGM decise di girare di nuovo il finale di Poltergeist III nel marzo del 1988 con una controfigura. Il regista del film, Gary Sherman, sostiene che il finale non sia stato rifatto, ma che Heather sarebbe morta "prima che si potesse girare il finale originale". La sua affermazione risulta comunque essere infondata, dato che il film finito fu classificato come "PG" dal MPAA nel novembre del 1987, prima che Heather morisse. Tuttavia, verso la fine dei titoli di coda di Poltergeist III, appare un breve omaggio che recita: "Questo film è dedicato alla memoria di Heather O'Rourke" "1975 1988".

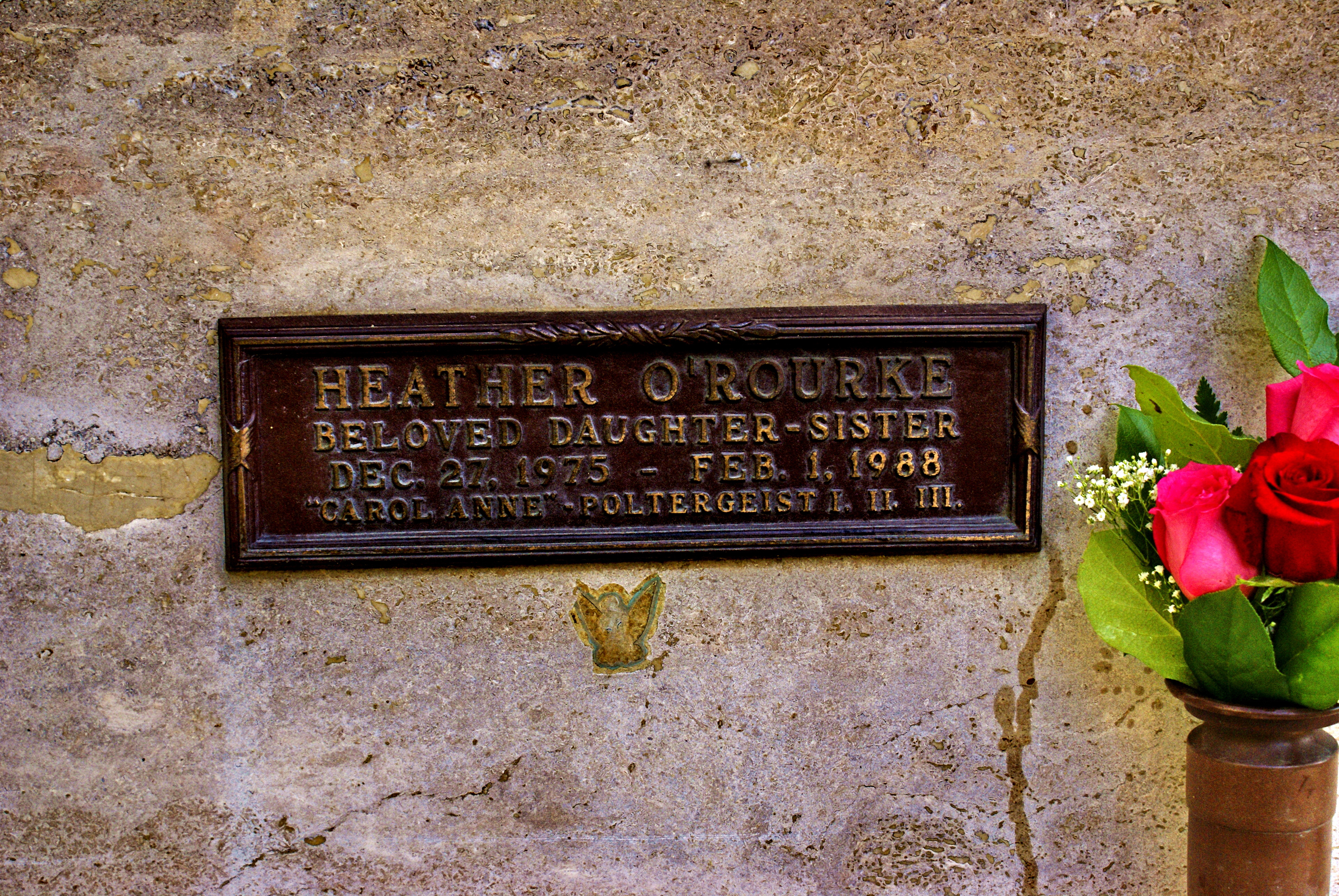
Il loculo di Heather O'Rourke

Heather O'Rourke fu sepolta nelle mura esterne del mausoleo "Sanctuary of Tenderness" nel "Pierce Brothers Westwood Village Memorial Park Cemetery" di Los Angeles. La sua tomba è accanto a quella di Truman Capote, Mel Tormé e Dominique Dunne, che interpretò sua sorella in Poltergeist.

## Filmografia

### Cinema
- Poltergeist - Demoniache presenze (Poltergeist), regia di Tobe Hooper (1982)
- Poltergeist II - L'altra dimensione (Poltergeist II: The Other Side), regia di Brian Gibson (1986)
- Poltergeist III - Ci risiamo (Poltergeist III), regia di Gary Sherman (1988) - postumo

### Televisione
- Fantasilandia (Fantasy Island) – serie TV, episodio 4x11 (1981)
- Massarati and the Brain, regia di Harvey Hart –  film TV (1982)
- CHiPs – serie TV, episodio 6x19 (1983)
- Happy Days (Happy Days) – serie TV, 12 episodi (1982-1983)
- Matt Houston – serie TV, episodio 2x02 (1983)
- Webster – serie TV, episodi 1x04-07-08 (1983)
- Finder of Lost Loves – serie TV, episodio 1x02 (1984)
- Patto di amore e di morte (Surviving), regia di Waris Hussein – film TV (1985)
- Around the Bend – film TV (1986)
- Still the Beaver – serie TV, episodi 2x15, 2x25 (1986-1987)
- Vita col nonno – serie TV, episodio 1x15 (1987)